# World TeamTennis 2010

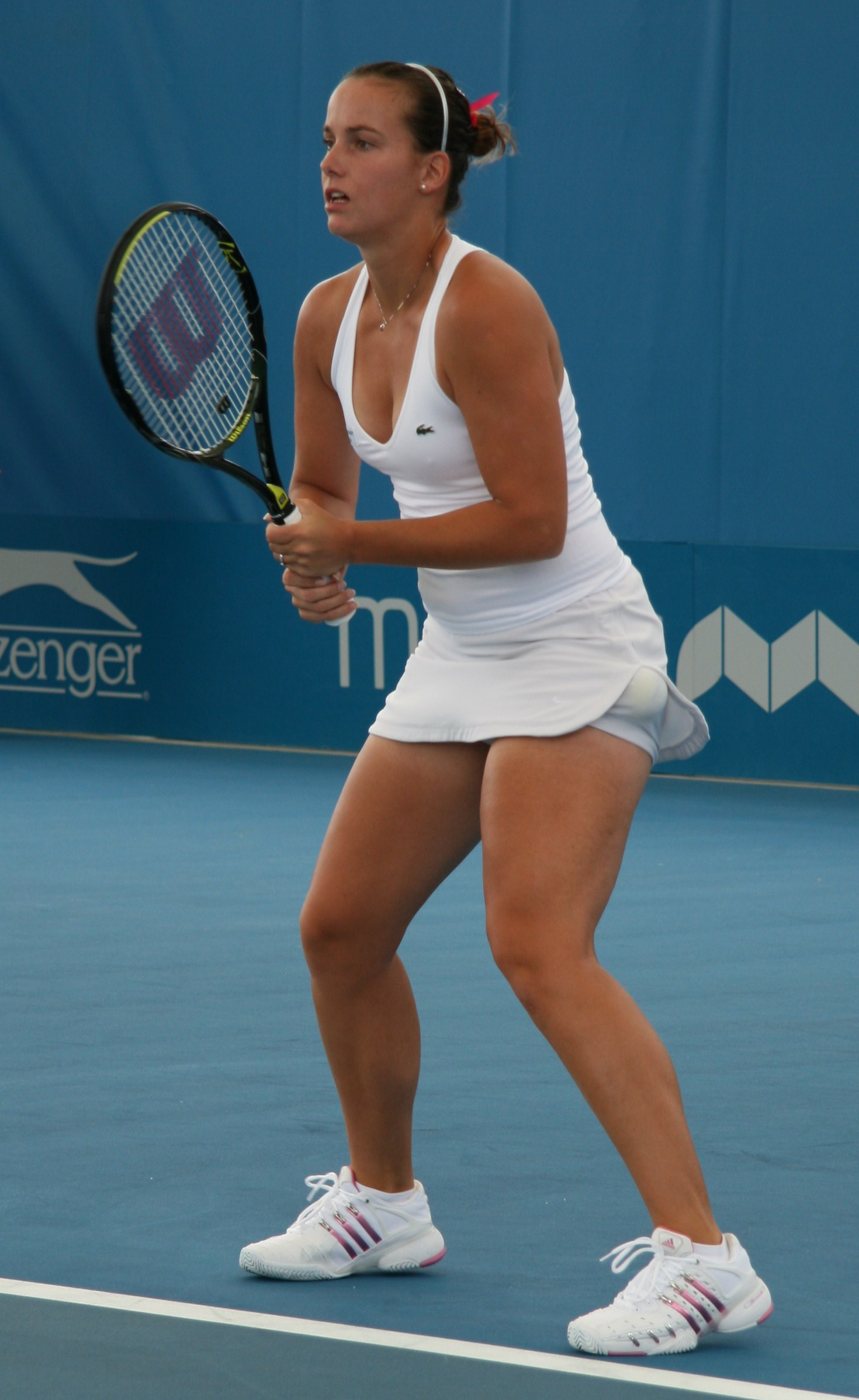
Ярмила Грот - MVP финального матча

World TeamTennis 2010 — летняя профессиональная командная теннисная лига, игры которой проходили в США в июле 2010 года. Представляла собой тридцать пятый сезон профессионального турнира World TeamTennis.

## Команды-участницы
В играх лиги принимали участие десять команд, разбитых на две конференции по географическому признаку. Команды представляли шесть штатов США и округ Колумбия.
| Восточная конференция | Восточная конференция | Восточная конференция                                                                                  | Западная конференция   | Западная конференция | Западная конференция                                                       |
| Команда               | Город                 | Состав                                                                                                 | Команда                | Город                | Состав                                                                     |
| --------------------- | --------------------- | --- | ---------------------- | -------------------- | -------------------------------------------------------------------------- |
| Boston Lobsters       | Миддлтон              | Джеймс Блейк Эрик Буторак Ян-Майкл Гэмбилл Коко Вандевеге Джон Изнер Ракель Копс-Джонс                 | Kansas City Explorers  | Канзас-Сити          | Боб Брайан Майк Брайан Сэмюэль Грот Ярмила Грот Рикардо Мелло Квета Пешке  |
| New York Buzz         | Олбани                | Сара Боруэлл Сковилл Дженкинс Алекс Домиян Мартина Хингис                                              | Newport Beach Breakers | Ньюпорт Бич          | Лили Дитти Лестер Кук Дэвид Мартин Мари-Эв Пеллетье Мария Шарапова         |
| New York Sportimes    | Нью-Йорк              | Роберт Кендрик Ким Клейстерс Джон Макинрой Эбигейл Спирс Джесси Уиттен Эшли Харклроуд                  | Sacramento Capitals    | Роузвилл             | Душан Вемич Бретт Джоэлсон Ваня Кинг Марк Ноулз Риза Заламеда Майкл Чанг   |
| Philadelphia Freedoms | Вилланова             | Пракаш Амритраж Рамон Дельгадо Норпаван Лертчеевакарн Кортни Нейгл Энди Роддик                         | St. Louis Aces         | Сент-Луис            | Лига Декмейере Линдсей Дэвенпорт Анна Курникова Андрей Павел Трипп Филлипс |
| Washington Kastles    | Вашингтон             | Виктория Азаренко Леандер Паес Бобби Рейнольдс Ренне Стаббс Винус Уильямс Серена Уильямс Анджела Хейнз | Springfield Lasers     | Спрингфилд           | Карли Галликсон Мартин Дамм Рик де Вуст Шанель Схеперс                     |

## Турнирная таблица
Команды внутри каждой конференции играли в основном между собой, отдельные игры проводя с командами из другой конференции. Каждая команда провела в рамках группового турнира по 14 игр по 5 сетов (в мужском одиночном, женском одиночном, мужском парном, женском парном и смешанном парном разряде). По две лучших команды в каждой конференции разыграли финалы конференций на домашних площадках команд-победительниц группового этапа. Финальный матч между чемпионами конференций прошёл 25 июля в Канзас-Сити (Миссури) 25 июля 2010 года.
| Легенда  |
| -------- |
| Дома     |
| В гостях |

### Восточная конференция
| Команда               | NYS               | BL                | WK                | PF                | NYB               | SL    | KCE   | SLA         | SC    | NBB   | В | П  | %  |
| --------------------- | ----------------- | ----------------- | ----------------- | ----------------- | ----------------- | ----- | ----- | ----------- | ----- | ----- | - | -- | -- |
| New York Sportimes    |                   | 15-22 21-20 18-19 | 21-20 23-18 16-22 | 24-15 20-19 24-17 | 22-17 22-16 15-23 | 12-23 |       |             |       | 23-22 | 9 | 5  | 64 |
| Boston Lobsters       | 20-21 19-18 22-15 |                   | 24-15 20-16       | 17-24             | 20-16 18-17 25-9  | 19-22 | 17-22 | 25-13 18-24 |       |       | 8 | 6  | 57 |
| Washington Kastles    | 22-16 20-21 18-23 | 16-20 15-24       |                   | 21-15 21-20 18-24 | 20-12 21-20 25-15 |       | 22-24 | 19-17 23-16 |       |       | 8 | 6  | 57 |
| Philadelphia Freedoms | 17-24 15-24 19-20 | 24-17             | 20-21 24-18 15-21 |                   | 24-17 21-20 18-22 |       | 19-22 | 22-17       | 19-23 |       | 6 | 8  | 43 |
| New York Buzz         | 16-22 23-15 17-22 | 17-18 9-25 16-20  | 12-20 15-25 20-21 | 20-21 22-18 17-24 |                   | 11-25 |       | 10-25       |       |       | 2 | 12 | 14 |

#### Западная конференция
| Команда                | SL                      | KCE                     | SLA         | SC                      | NBB                     | NYS   | BL          | WK          | PF    | NYB   | В  | П | %  |
| ---------------------- | ----------------------- | ----------------------- | ----------- | ----------------------- | ----------------------- | ----- | ----------- | ----------- | ----- | ----- | -- | - | -- |
| Springfield Lasers     |                         | 23-16 13-22             | 21-22 22-18 | 21-14 24-17 10-23 22-19 | 19-23 25-13 23-18       | 23-12 | 22-19       |             |       | 25-11 | 10 | 4 | 71 |
| Kansas City Explorers  | 22-13 16-23             |                         | 18-22 22-16 | 18-21 23-17 18-22       | 22-20 25-11 25-15 18-19 |       | 22-17       | 24-22       | 22-19 |       | 9  | 5 | 64 |
| St. Louis Aces         | 18-22 22-21             | 22-18                   |             | 21-20 19-22             | 21-15 14-16             |       | 24-18 13-25 | 16-23 17-19 | 17-22 | 25-10 | 7  | 7 | 50 |
| Sacramento Capitals    | 23-10 19-22 14-21 17-24 | 17-23 21-18 16-22       | 22-19 20-21 |                         | 16-24 24-14 18-20 26-18 |       |             |             | 23-19 |       | 6  | 8 | 43 |
| Newport Beach Breakers | 18-23 23-19 13-25       | 15-25 19-18 20-22 11-25 | 16-14 15-21 | 20-18 18-26 24-16 14-24 |                         | 22-23 |             |             |       |       | 5  | 9 | 36 |

#### Финалы конференций
Финалы конференций прошли 23 июля на домашних площадках команд, занявших первое место в конференциях.
| Команда               | ЖО                    | МО                    | ЖП                    | МП                    | СП                    | ОТ                    | Общий счёт            |                       |
| Восточная конференция | Восточная конференция | Восточная конференция | Восточная конференция | Восточная конференция | Восточная конференция | Восточная конференция | Восточная конференция | Восточная конференция |
| --------------------- | --------------------- | --------------------- | --------------------- | --------------------- | --------------------- | --------------------- | --------------------- | --------------------- |
| New York Sportimes    | 5                     | 4                     | 5                     | 5                     | 2                     | 1                     | 22                    |                       |
| Boston Lobsters       | 1                     | 5                     | 3                     | 2                     | 5                     | 1                     | 17                    |                       |
| Западная конференция  |                       |                       |                       |                       |                       |                       |                       |                       |
| Springfield Lasers    | 0                     | 5                     | 5                     | 3                     | 4                     |                       | 17                    |                       |
| Kansas City Explorers | 5                     | 3                     | 2                     | 5                     | 5                     |                       | 20                    |                       |

### Финал лиги
Финальный матч, проходивший в Канзас-Сити (Миссури), выиграли хозяева площадки с общим счётом 21-18. Решающий пятый сет выиграли Ярмила Грот и Квета Пешке.
| Команда               | ЖО | МО | ЖП | МП | СП | ОТ | Общий счёт |
| --------------------- | -- | -- | -- | -- | -- | -- | ---------- |
| Kansas City Explorers | 5  | 3  | 5  | 3  | 5  |    | 21         |
| New York Sportimes    | 2  | 5  | 3  | 5  | 3  |    | 18         |

## Лидеры лиги
| Разряд            | Лидер                       | Команда                               | Выиграно геймов | Проиграно геймов | Процент побед |
| ----------------- | --------------------------- | ------------------------------------- | --------------- | ---------------- | ------------- |
| Женский одиночный | Линдсей Дэвенпорт           | St. Louis Aces                        | 47              | 25               | 65            |
| Мужской одиночный | Бобби Рейнольдс Рик де Вуст | Washington Kastles Springfield Lasers | 64              | 51               | 56            |
| Женский парный    | Ярмила Грот Квета Пешке     | Kansas City Explorers                 | 61              | 39               | 61            |
| Мужской парный    | Мартин Дамм Рик де Вуст     | Springfield Lasers                    | 64              | 44               | 59            |
| Смешанный парный  | Линдсей Дэвенпорт           | St. Louis Aces                        | 36              | 22               | 62            |

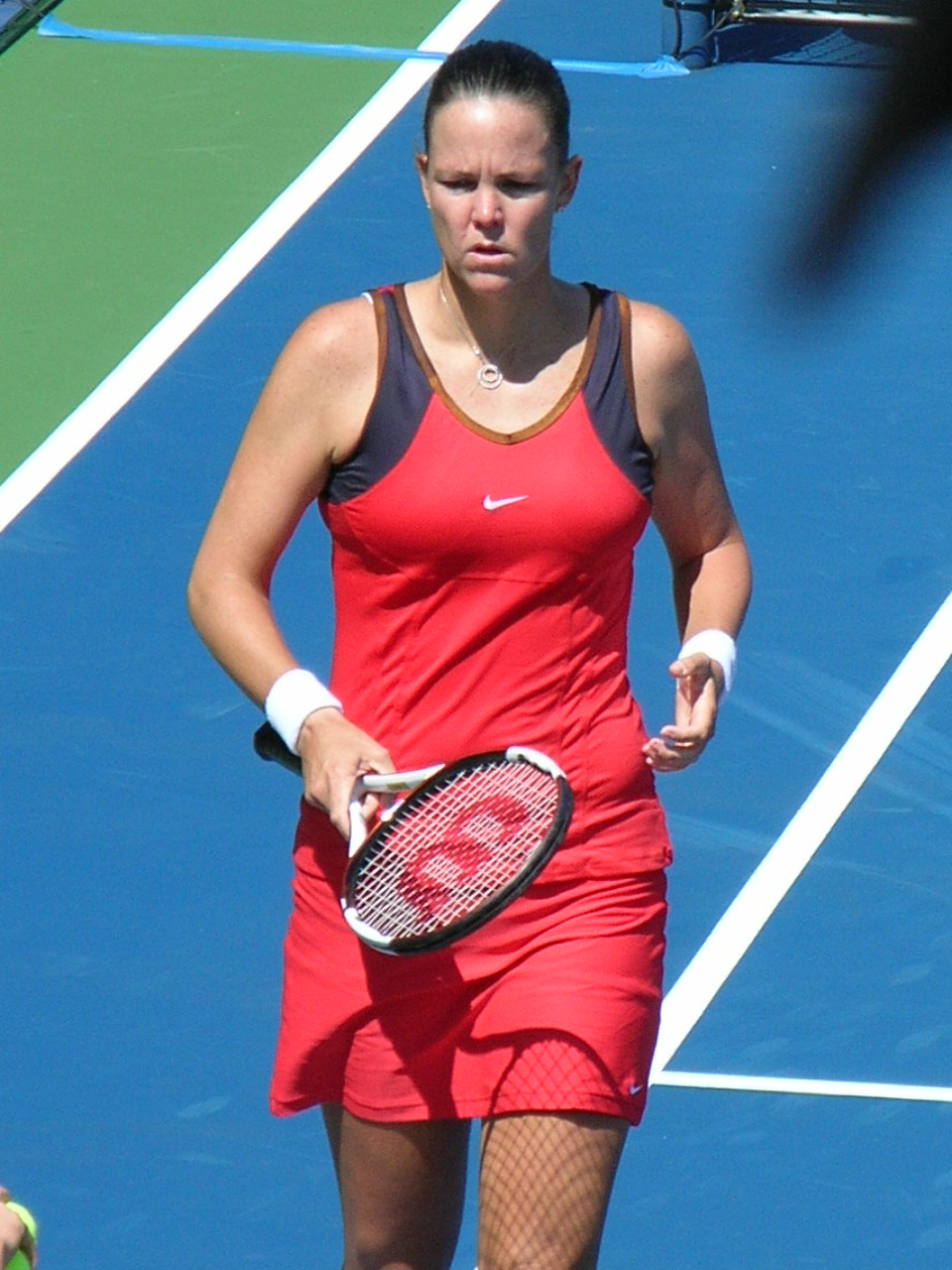
Линдсей Дэвенпорт - самый ценный игрок лиги среди женщин

- Самый ценный игрок (MVP) сезона среди женщин: Линдсей Дэвенпорт (St. Louis Aces)[4]
- Самый ценный игрок сезона среди мужчин: Мартин Дамм (Springfield Lasers)[5]
- Самый ценный игрок финала: Ярмила Грот (Kansas City Explorers)[6]
- Тренер года: Джон-Лаффни де Ягер (Springfield Lasers)[5]